# Riconoscimenti ottenuti da Futurama

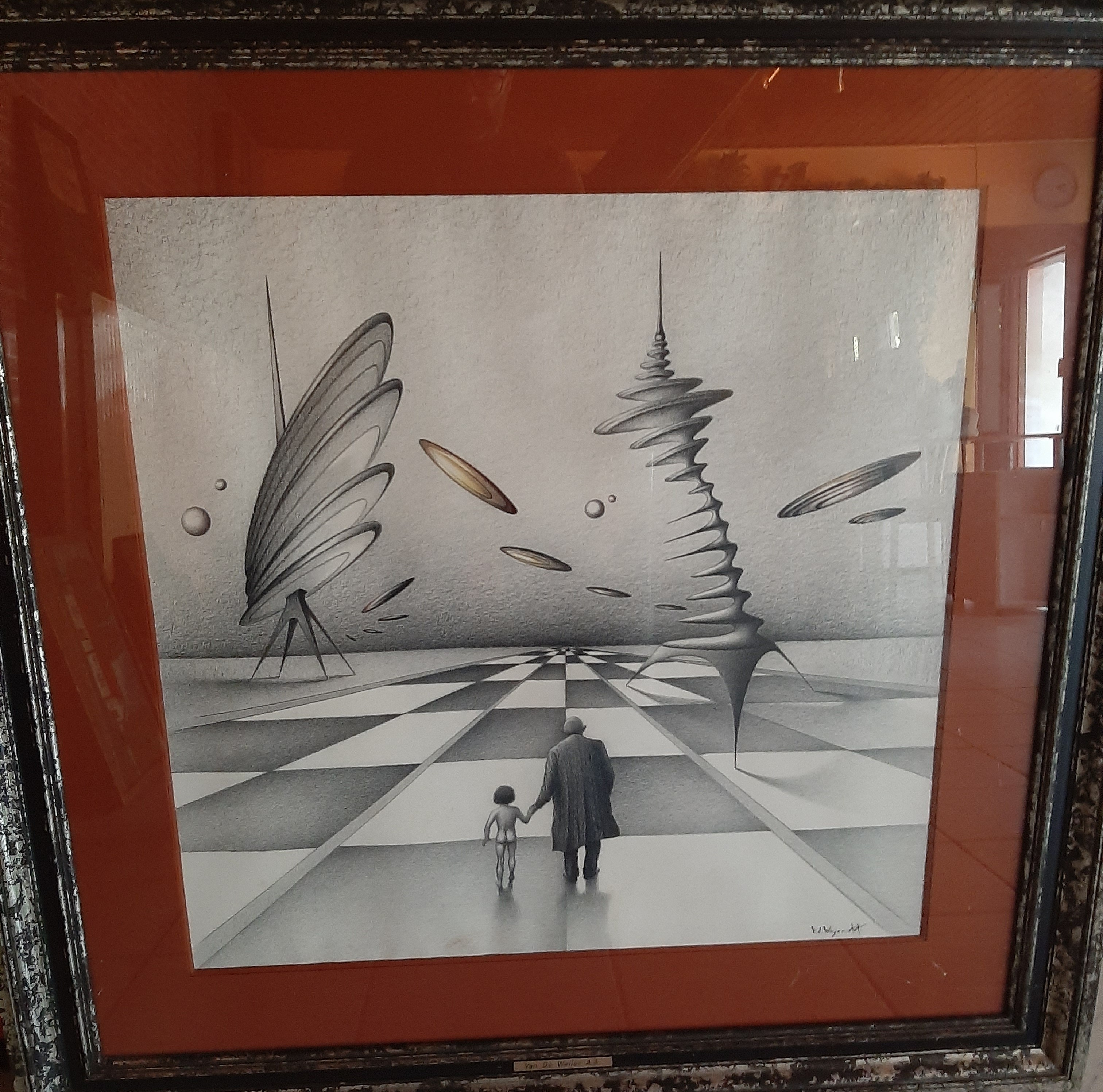
Logo della serie tratto dai titoli di testa

I premi e le candidature relative alla sit-com animata Futurama sono:

## Primetime Creative Arts Emmy Awards
I Primetime Creative Arts Emmy Awards vinti da Futurama sono:
- Migliore serie animata della durata massima di un'ora per l'episodio Il nonno di se stesso (2002)
- Miglior doppiatore a Maurice LaMarche per l'episodio Lrrrinconciliabili Ndndifferenze (2004)
- Miglior programma d'animazione per l'episodio Fry il ritardatario (2011)
- Miglior doppiatore a Maurice LaMarche per l'episodio Il silenzio delle pinze (2012)

Le candidature ai Primetime Creative Arts Emmy Awards sono:
- Migliore serie animata della durata massima di un'ora per l'episodio Palla di immondizia (1999)
- Migliore serie animata della durata massima di un'ora per l'episodio Amazzoni in amore (2001)
- Migliore serie animata della durata massima di un'ora per l'episodio Cuore di cane (2003)
- Migliore serie animata della durata massima di un'ora per l'episodio Miele amaro (2004)
- Miglior programma d'animazione per l'episodio La punta dello Zoidberg (2012)
- Miglior programma d'animazione per l'episodio finale Nel frattempo (2014)
- Miglior doppiatore a Maurice LaMarche nell'episodio Calculon 2.0 (2014)

## Annie Award
Gli Annie Award vinti da Futurama sono:
- Miglior regia in una produzione televisiva d'animazione a Brian Sheesley per l'episodio Crostaceo in amore (2000)
- Miglior sceneggiatura in una produzione televisiva d'animazione a Ron Weiner per l'episodio Il quadrifoglio (2001)
- Miglior voce in una produzione televisiva d'animazione a John DiMaggio nell'episodio Il pizzetto ballerino (2001)
- Miglior regia in una produzione televisiva d'animazione a Rich Moore per l'episodio Il nonno di se stesso (2003)
- Miglior produzione televisiva d'animazione (2011)
- Miglior produzione televisiva d'animazione generale (2014)
- Miglior sceneggiatura in una produzione televisiva d'animazione a Lewis Morton per l'episodio Omicidio sul Planet Express (2014)

Le candidature agli Annie Award sono:
- Miglior produzione televisiva d'animazione (3 volte: 1999, 2000, 2003)
- Miglior sceneggiatura in una produzione televisiva d'animazione a Ken Keeler per l'episodio La serie è atterrata (1999)
- Miglior regia in una produzione televisiva d'animazione a Susan Dietter per l'episodio Hai voluto il biciclope? (2000)
- Miglior sceneggiatura in una produzione televisiva d'animazione a Bill Odenkirk per l'episodio Miele amaro (2004)
- Miglior sceneggiatura in una produzione televisiva d'animazione a Michael Rowe (2011)
- Miglior sceneggiatura in una produzione televisiva d'animazionea Josh Weinstein per l'episodio Tutte le teste dei presidenti (2012)
- Miglior montaggio in una produzione televisiva d'animazione a Paul D. Calder (2 volte: 2012, 2014)

## Behind the Voice Actors Awards

### BTVA People's Choice Voice Acting Award
Vinti
- Miglior doppiaggio maschile in una produzione televisiva d'animazione a Billy West (2012)
- Miglior doppiaggio maschile in una produzione televisiva d'animazione a Maurice LaMarche (2012)
- Miglior cast vocale in una produzione televisiva d'animazione a Billy West, Katey Sagal, John DiMaggio, Lauren Tom, Phil Lamarr, Maurice LaMarche, Tress MacNeille e David Herman (2012)
- Miglior cast vocale in una produzione televisiva d'animazione a Billy West, Katey Sagal, John DiMaggio, Lauren Tom, Phil Lamarr, Maurice LaMarche, Tress MacNeille, David Herman e Maurice LaMarche (2013)

### BTVA Television Voice Acting Award
Vinti
- Miglior cast vocale in una produzione televisiva d'animazione a Billy West, Katey Sagal, John DiMaggio, Lauren Tom, Phil Lamarr, Maurice LaMarche, Tress MacNeille e David Herman (2 volte: 2012, 2013)
- Miglior doppiaggio maschile in una produzione televisiva d'animazione a Maurice LaMarche (2012)
- Miglior cast vocale in una produzione televisiva d'animazione a Billy West, Katey Sagal, John DiMaggio, Lauren Tom, Phil Lamarr, Maurice LaMarche, Tress MacNeille, David Herman e Maurice LaMarche (2 volte: 2013, 2014)
- Miglior doppiaggio maschile in una produzione televisiva d'animazione a John DiMaggio (2014)

Candidature
- Miglior doppiaggio maschile in una produzione televisiva d'animazione a Billy West (3 volte: 2012, 2013, 2014)
- Miglior doppiaggio maschile in una produzione televisiva d'animazione a Maurice LaMarche (2 volte: 2012, 2013)
- Miglior doppiaggio maschile in una produzione televisiva d'animazione a John DiMaggio (2013)
- Miglior doppiaggio femminile in una produzione televisiva d'animazione a Katey Sagal (2 volte: 2013, 2014)
- Miglior doppiaggio maschile in una produzione televisiva d'animazione a Phil Lamarr (2013)
- Miglior doppiaggio femminile in una produzione televisiva d'animazione a Lauren Tom (2 volte: 2013, 2014)
- Miglior doppiaggio femminile in una produzione televisiva d'animazione a Tress MacNeille (2014)

## Environmental Media Awards
Gli Environmental Media Awards vinti da Futurama sono:
- In una produzione televisiva d'animazione per l'episodio Il cibo parlante (2000)
- In una produzione televisiva d'animazione per l'episodio Una festa spettacolare (2011)

## Gold Derby TV Awards
Candidature
- Miglior produzione televisiva d'animazione (2013)

## Motion Picture Sound Editors Award
Le candidature agli Motion Picture Sound Editors Award sono:
- Miglior montaggio sonoro in una produzione televisiva d'animazione per l'episodio Fry il ritardatario (2011)
- Miglior montaggio sonoro in una produzione televisiva d'animazione per l'episodio L'oracolo in salamoia (2012)

## OFTA Television Award
Vinti
- Miglior produzione televisiva d'animazione (2 volte: 1999, 2014)

Candidature
- Miglior produzione televisiva d'animazione (4 volte: 2000, 2001, 2002, 2003)
- Miglior voce fuori campo a Katey Sagal (2 volte: 2002, 2014)
- Miglior voce fuori campo a John DiMaggio (2014)
- Miglior voce fuori campo a Billy West (2014)

## Nebula Award
Le candidature agli Nebula Award sono:
- Miglior sceneggiatura a David A. Goodman per l'episodio Così fan tutti (2004)

## Writers Guild of America Award TV
Le candidature agli Writers Guild of America Award sono:
- In una produzione televisiva d'animazione a Ken Keeler per l'episodio Il mestiere di Dio (2003)
- In una produzione televisiva d'animazione a Patric M. Verrone per l'episodio Miele amaro (2004)
- In una produzione televisiva d'animazione a Ken Keeler per l'episodio Il prigioniero di Benda (2011)
- In una produzione televisiva d'animazione a Patrick M. Verrone per l'episodio Lrrrinconciliabili Ndndifferenze (2011)
- In una produzione televisiva d'animazione a Eric Rogers per l'episodio Il silenzio delle pinze (2012)
- In una produzione televisiva d'animazione a Josh Weinstein per l'episodio Addio alle braccia (2013)
- In una produzione televisiva d'animazione a Patric M. Verrone per l'episodio Il divertimento del sabato mattina (2014)
- In una produzione televisiva d'animazione a Michael Rowe per l'episodio Il gioco dei suoni (2014)
- In una produzione televisiva d'animazione a Lewis Morton per l'episodio Omicidio sul Planet Express (2014)